# Горы Сираками
Сираками-Санти (яп. 白神山地, «нагорье белого бога») — горный массив высотой до 1243 м, простирающийся от юго-запада префектуры Аомори до Северо-Запада префектуры Акита. В декабре 1993 года горы Сираками-Санти, вместе с островом Якусима, были включены в список Всемирного наследия (природного наследия) ЮНЕСКО, как «выдающийся образец происходящих экологических или биологических процессов в эволюции и развитии земных, пресноводных, береговых и морских экосистем и растительных и животных сообществ». Наименование «Сираками-Санти» впервые было употреблено в выпуске топографических карт Института географии Японии за 29 год Сёва (1954). Кроме того, до включения в список Всемирного наследия, горы также были известны как Косэй-Санти (弘西山地).
Весь массив занимает 130 тысяч га, около 17 тыс. га (169,7 км²) из которых были внесены в список Всемирного наследия (природного наследия) ЮНЕСКО. На префектуру Аомори приходится 74 % (126,3 км²) площади массива, остальные 43,4 км² находятся в северо-западной-части префектуры Акита. Горы Сираками, вместе с буддийскими памятниками Хорю-дзи, замком Химэдзи и островом Якусима — первые объекты Всемирного наследия в Японии.